# Plimpton 322
Van de ongeveer half miljoen Babylonische kleitabletten die sinds het begin van de 19e eeuw zijn opgegraven, zijn er verscheidene duizenden van wiskundige aard. Een van de beroemdste voorbeelden van zo'n Babylonisch kleitablet is de Plimpton 322, gevonden rond 1921 in Senkereh, het oude Larsa in Irak. Dit verwijst naar het feit dat het tablet in de G.A. Plimpton Verzameling van de Columbia-universiteit  nummer 322 heeft. Het is een van de belangrijke artefacten uit de geschiedenis van de wiskunde.

## Ontdekking en datering

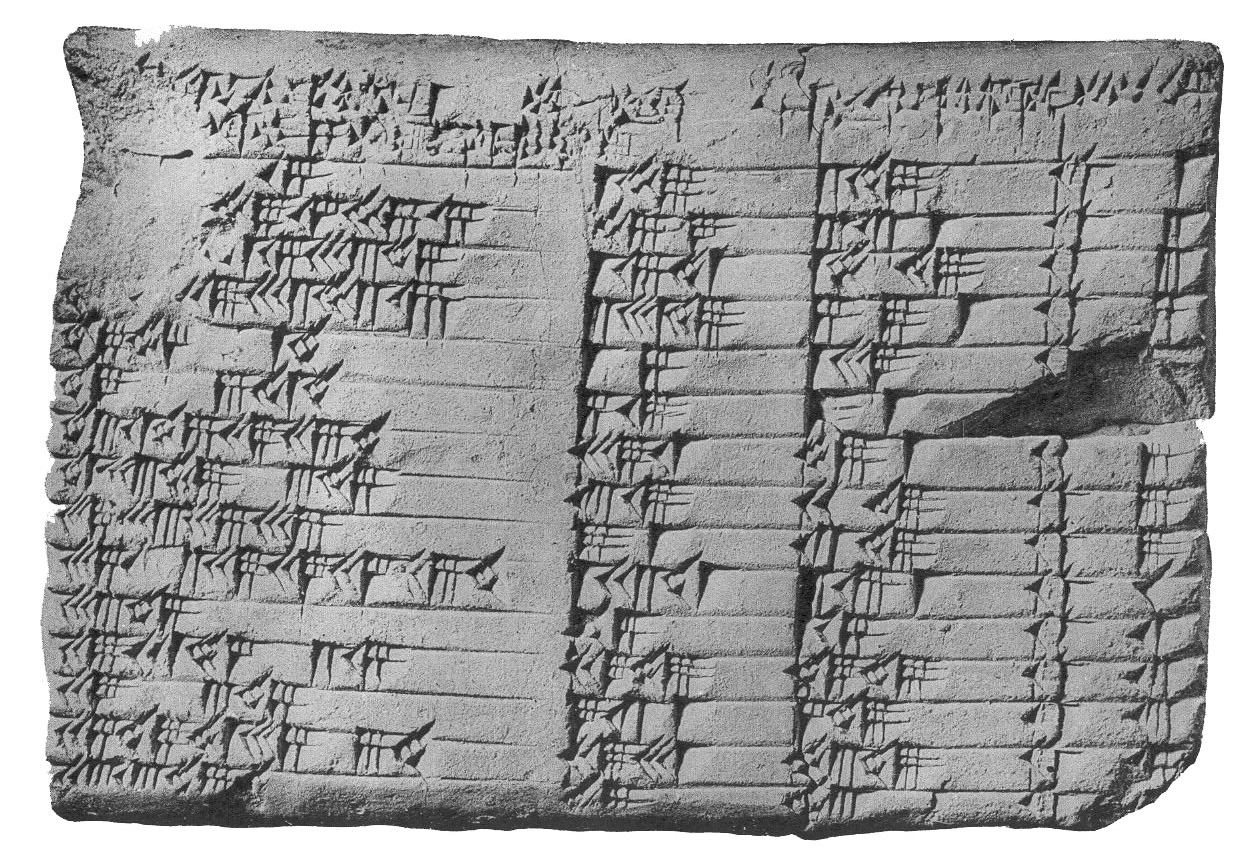
voorkant

Plimpton 322 is een gedeeltelijk gebroken kleitablet, ongeveer 13 cm breed, 9 cm lang en 2 cm dik. De uitgever G.A. Plimpton uit New York kocht de tablet in 1922 van een archeologische handelaar, E.J. Banks en liet het met de rest van zijn verzameling in het midden van de jaren 30 na aan de Columbia-universiteit. Volgens Banks kwam de tablet uit Senkereh, een plaats in het zuiden van Irak, waarschijnlijk uit de oude stad Larsa.
Er wordt verondersteld dat dit tablet tussen 1800 en 1650 v. Chr is geschreven. Voor een deel is deze hypothese gebaseerd op de stijl van het handschrift, die voor het spijkerschrift werd gebruikt. Robson schrijft dat dit handschrift typisch is voor documenten uit Zuid-Irak van 4000-3500 jaar geleden. Plimpton 322 kan op grond van vergelijking van de afmetingen met andere tabletten uit Larsa specifieker worden gedateerd in de periode 1822-1784 v.Chr.

## Toestand
Het kleitablet is zeer oud, waardoor er al enige beschadigingen zijn opgetreden. Aan de linkerkant en de onderkant zijn er stukken afgebroken. Linksboven en rechtsmidden zijn er enige beschadigingen, maar dat belette de twee onderzoekers, O.E. Neugebauer en A. Sachs, in 1945 niet om een aantal raadsels te ontsluieren. Het zou volgens hen om pythagorese drietallen gaan, gehele getallen die een oplossing zijn voor de stelling van Pythagoras, namelijk {\displaystyle a^{2}+b^{2}=c^{2}}, zoals 3, 4 en 5.

## Opbouw
De rechterkolom bevat de rijnummers en in de kolom links daarvan staan geen getallen, maar telkens dezelfde tekstjes, dat zoiets als 'rijnummer' betekent. Interessanter zijn de eerste drie kolommen. Eerst de tweede en de derde kolom, of anders de {\displaystyle b}- en {\displaystyle c}-kolom, waarin blijkt dat {\displaystyle c^{2}-b^{2}} steeds het kwadraat van een geheel getal {\displaystyle a} is. De getallen {\displaystyle a,b} en {\displaystyle c} vormen dus inderdaad een pythagorees drietal, een drietal waarvoor geldt dat {\displaystyle a^{2}+b^{2}=c^{2}}. Deze vier kolommen zijn volgende getallen :
| (1:)59:00:15             | 1:59    | 2:49    | 1  |
| (1:)56:56:58:14:50:06:15 | 56:07   | 1:20:25 | 2  |
| (1:)55:07:41:15:33:45    | 1:16:41 | 1:50:49 | 3  |
| (1:)53:10:29:32:52:16    | 3:31:49 | 5:09:01 | 4  |
| (1:)48:54:01:40          | 1:05    | 1:37    | 5  |
| (1:)47:06:41:40          | 5:19    | 8:01    | 6  |
| (1:)43:11:56:28:26:40    | 38:11   | 59:01   | 7  |
| (1:)41:33:45:14:03:45    | 13:19   | 20:49   | 8  |
| (1:)38:33:36:36          | 8:01    | 12:49   | 9  |
| (1:)35:10:02:28:27:24:26 | 1:22:41 | 2:16:01 | 10 |
| (1:)33:45                | 45      | 1:15    | 11 |
| (1:)29:21:54:02:15       | 27:59   | 48:49   | 12 |
| (1:)27:00:03:45          | 2:41    | 4:49    | 13 |
| (1:)25:48:51:35:06:40    | 29:31   | 53:49   | 14 |
| (1:)23:13:46:40          | 56      | 1:46    | 15 |

De getallen {\displaystyle a} zijn overigens niet op het kleitablet te vinden, maar ze hebben wel twee merkwaardige eigenschappen: elke {\displaystyle a} is groter dan de bijbehorende {\displaystyle b} en elke {\displaystyle a} is alleen in de priemfactoren 2, 3 en 5 te ontbinden. Dat zijn niet toevallig precies de priemfactoren van 60, de basis van het Babylonische talstelsel.
Nu de getallen in de eerste kolom. Die krijgen betekenis als breuken in het sexagesimale talstelsel. Dan zijn ze steeds gelijk aan de sexagesimale breukontwikkeling van {\displaystyle {\frac {b^{2}}{a^{2}}}}. 
Juist omdat {\displaystyle a} alleen maar de priemfactoren 2, 3 en 5 bevat, breekt zo'n ontwikkeling na een eindig aantal stappen af, precies zoals in ons decimale stelsel een decimale ontwikkeling van een breuk alleen maar afbreekt als 2 en 5, de priemfactoren van 10, de enige priemfactoren van de noemer zijn.

## Reconstructie van Conway en Guy
John Conway en Richard Guy geven in The book of numbers een gereproduceerde reconstructie van de tabel zoals die er misschien oorspronkelijk heeft uitgezien. Zij hebben aan de linkerkant een kolom toegevoegd voor de getallen {\displaystyle a}, het aantal rijen tot 34 uitgebreid en enige kleine, voor de hand liggende correcties uitgevoerd.
Op de tiende rij bijvoorbeeld is {\displaystyle a} = (1)(48) = 3600 + 48 × 60 = 6480, {\displaystyle b} = (1)(22)(41) = 3600 + 22 × 60 + 41 = 4961 en {\displaystyle c} = (2)(16)(1) = 2 × 3600 + 16 × 60 + 1 = 8161. Inderdaad is 64802 + 49612 = 81612. Op de tweede plaats in diezelfde rij staat de sexagesimale breuk 0, (35)(10)(2)(28)(27)(24)(26)(40), hierbij is de 0 wel toegevoegd. Dat is te schrijven als {\displaystyle {\frac {24.611.521}{41.990.400}}} en dat is gelijk aan {\displaystyle {\frac {4961^{2}}{6480^{2}}}}.
Gemakkelijk te ontcijferen, maar misschien minder indrukwekkend, is de 28ste rij, met {\displaystyle a} = 60, {\displaystyle b} = 11 en {\displaystyle c} = 61. In de tweede kolom staat de sexagesimale breuk 0, (2)(1) = {\displaystyle {\frac {2}{60}}+{\frac {1}{3600}}} = {\displaystyle {\frac {121}{3600}}} = {\displaystyle {\frac {b^{2}}{a^{2}}}}. Inderdaad : 602 + 112 = 612.

## Hoe is de tabel gemaakt?
In de Elementen van Euclides van omstreeks 300 v. Chr. staat een methode om pythagorese drietallen te maken : kies gehele getallen {\displaystyle p} en {\displaystyle q} met {\displaystyle p>q} en vorm {\displaystyle a=2pq}, {\displaystyle b=p^{2}-q^{2}} en {\displaystyle c=p^{2}+q^{2}}, dan geldt {\displaystyle a^{2}+b^{2}=c^{2}}. De oude Babyloniërs hebben die methode waarschijnlijk ook gekend. Plimpton 322 kan er in elk geval mee worden verklaard. De methode is algemeen bruikbaar, maar de maker van Plimpton 322 heeft speciale keuzes voor {\displaystyle p} en {\displaystyle q} gemaakt en wilde dat ieder getal {\displaystyle a=2pq} alleen maar de priemfactoren 2, 3 en 5 zou bevatten. Dan moet hetzelfde voor {\displaystyle p} en {\displaystyle q} gelden. Getallen met alleen 2,3 en 5 als priemfactor heten regulier.
Voor de getallen in de tabel geldt dan ook dat {\displaystyle {\frac {b^{2}}{a^{2}}}} < 1, dus dat {\displaystyle b<a}. Dan moet {\displaystyle p^{2}-q^{2}<2pq} zijn, oftewel {\displaystyle (p-q)^{2}<2q^{2}} dus {\displaystyle p<(1+{\sqrt {2}})q}. Gecombineerd met {\displaystyle 1\leq q<p} levert dit de voorwaarde dat {\displaystyle p} en {\displaystyle q} reguliere getallen moeten zijn met {\displaystyle 1\leq q<p<(1+{\sqrt {2}})q}. Daarin is {\displaystyle {\text{ggd}}(p,q)=1}, want {\displaystyle (kp,kq)} geeft hetzelfde pythagorese drietal als {\displaystyle (p,q)} op een factor {\displaystyle k^{2}} na. 
Conway en Guy hebben waarschijnlijk alle reguliere paren {\displaystyle (p,q)} bepaald met {\displaystyle q<60}, die aan de bovenstaande voorwaarden voldoen, de bijbehorende getallen {\displaystyle a,b} en {\displaystyle c} en {\displaystyle {\frac {b^{2}}{a^{2}}}} uitgerekend en in de Babylonische notatie omgezet, en de rijen vervolgens gerangschikt naar dalende grootte van {\displaystyle {\frac {b^{2}}{a^{2}}}}, de tweede kolom in hun tabel. De eerste vijftien rijen van hun tabel komen dan overeen met Plimpton 322 op een paar gemakkelijk verklaarbare foutjes na die de Babylonische rekenaar destijds moet hebben gemaakt.